# فالداس تراكيس
فالداس تراكيس (20 مارس 1979 في ليتوانيا - ) هو لاعب كرة قدم ليتواني في مركز الهجوم. شارك مع منتخب ليتوانيا لكرة القدم. أما مع النوادي، فقد لعب مع توربيدو موسكو وغرويتر فورت وفيمليكافيلاغ هافنارفيارذار ونادي أتلانتس ونادي إكراناس ونادي إنتر باكو ونادي بيروجيا ونادي كاوناس ونادي كرويا باكروييس ونادي كوبان كراسنودار ونادي هيبرنيان ونادي بانسيريكوس ونادي أوسنابروك وFC Oryol ‏ وFK Panerys Vilnius ‏ وAnagennisi Epanomi F.C. ‏ ونادي خيمكي.

## وصلات خارجية
- فالداس تراكيس على موقع الاتحاد الدولي (مؤرشف)  (الإنجليزية)
- فالداس تراكيس على موقع قاعدة بيانات كرة القدم.إي يو (الإنجليزية)
- فالداس تراكيس على موقع بيانات كرة القدم. دي إي (الألمانية)
- فالداس تراكيس على موقع ناشيونال فوتبول تيمز (الإنجليزية)
- فالداس تراكيس على موقع Soccerbase.com (لاعب) (الإنجليزية)
- فالداس تراكيس على موقع Soccerway.com (الإنجليزية)
- فالداس تراكيس على موقع عالم كرة القدم.نت (الإنجليزية)